# بیرینجی محمودلو
بیرینجی محمودلو (به لاتین: Birinci Mahmudlu) یک منطقه مسکونی در جمهوری آذربایجان است که در شهرستان فضولی واقع شده‌است. بیرینجی محمودلو ۱۰۹۱ نفر جمعیت دارد.